# Stilbula palawanensis
Stilbula palawanensis är en stekelart som beskrevs av Karl-Johan Hedqvist 1978. Stilbula palawanensis ingår i släktet Stilbula och familjen Eucharitidae.
Artens utbredningsområde är Filippinerna. Inga underarter finns listade i Catalogue of Life.